# Jamie Clayton
Jamie Clayton (San Diego, 15 de janeiro de 1978) é uma atriz e modelo norte-americana.

## Biografia e carreira
Jamie Clayton nasceu e foi criada em San Diego, Califórnia. Seu pai, Howard Clayton, era um advogado de defesa criminal, e sua mãe, Shelley, é uma organizadora de eventos. Clayton mudou-se para Nova York para seguir carreira como maquiadora quando tinha 19 anos.
Clayton foi uma dos oito protagonistas da série da Netflix, Sense8, estreada em 5 de junho de 2015. Em Sense8, ela interpretou Nomi Marks, uma mulher transgênero e hacker política de São Francisco, a qual se relacionava com uma ativista dos direitos LGBT+, Amanita, interpretada por Freema Agyeman.
Em 2012, Clayton interpretou Michelle Darnell na série vencedora do Emmy Award Dirty Work  e também atuou em Are We There Yet? (filme) no papel de Carla Favers. Em 2011, Clayton fez papel recorrente de Kyla na terceira temporada da série da HBO, Hung.

## Filmografia
| Ano       | Título                   | Papel                              | Notas                                      |
| --------- | ------------------------ | ---------------------------------- | ------------------------------------------ |
| 2010      | TRANSform Me             | Herself                            | Reality show                               |
| 2011      | Hung                     | Kyla                               | 2 episódios (temporada 3)                  |
| 2012      | Dirty Work               | Michelle                           |                                            |
| 2012      | Are We There Yet?        | Carla Favers                       | Episódio: "The Wrong Way Episode"          |
| 2013      | Hustling                 | Nadya                              | Episódio: "Sugar"                          |
| 2015–2018 | Sense8                   | Nomi Marks                         |                                            |
| 2016      | The Neon Demon           | Diretor de elenco                  |                                            |
| 2016      | Motive                   | Avery Bowman                       | Episódio: "The Dead Name"                  |
| 2016      | BoJack Horseman          | Mom Donkey                         | Episódio: "Best Thing That Ever Happenned" |
| 2016      | Same Same                | Niamh                              | Episódio: "Scissr"                         |
| 2017      | Mass Effect: Andromeda   | Jien Garson                        |                                            |
| 2017      | The Snowman              | Edda                               |                                            |
| 2017      | The Chain                | Dr. Ryan                           |                                            |
| 2018      | Same Same                | Niamh                              |                                            |
| 2019      | Designated Survivor      | Sasha Booker                       |                                            |
| 2019–2020 | The L Word: Generation Q | Tess Van De Berg                   | 6 episódios                                |
| 2020      | Roswell, New Mexico      | Agent Grace Powell/Charlie Cameron |                                            |